# Palác al-Alam
Palác al-Alam (arabsky: قصر العلم‎) je ceremoniální palác, který nechal vybudovat ománský sultán Kábús bin Saíd v hlavním městě Maskatu. Byl postaven v roce 1972 a je celý pokrytý zlatou a modrou fasádou. Návštěvníkům sice není povoleno vstoupit dovnitř, avšak pozorování zvnějšku zanechává rovněž velký dojem. Palác nebyl jedinou Kábúsovou rezidencí, sultán totiž běžně sídlil na jiném místě.
Palác se nachází v blízkosti pevností al-Džalali a al-Mirani, které postavili Portugalci v 16. století.
V suterénu paláce se údajně nachází kuželkářská dráha.

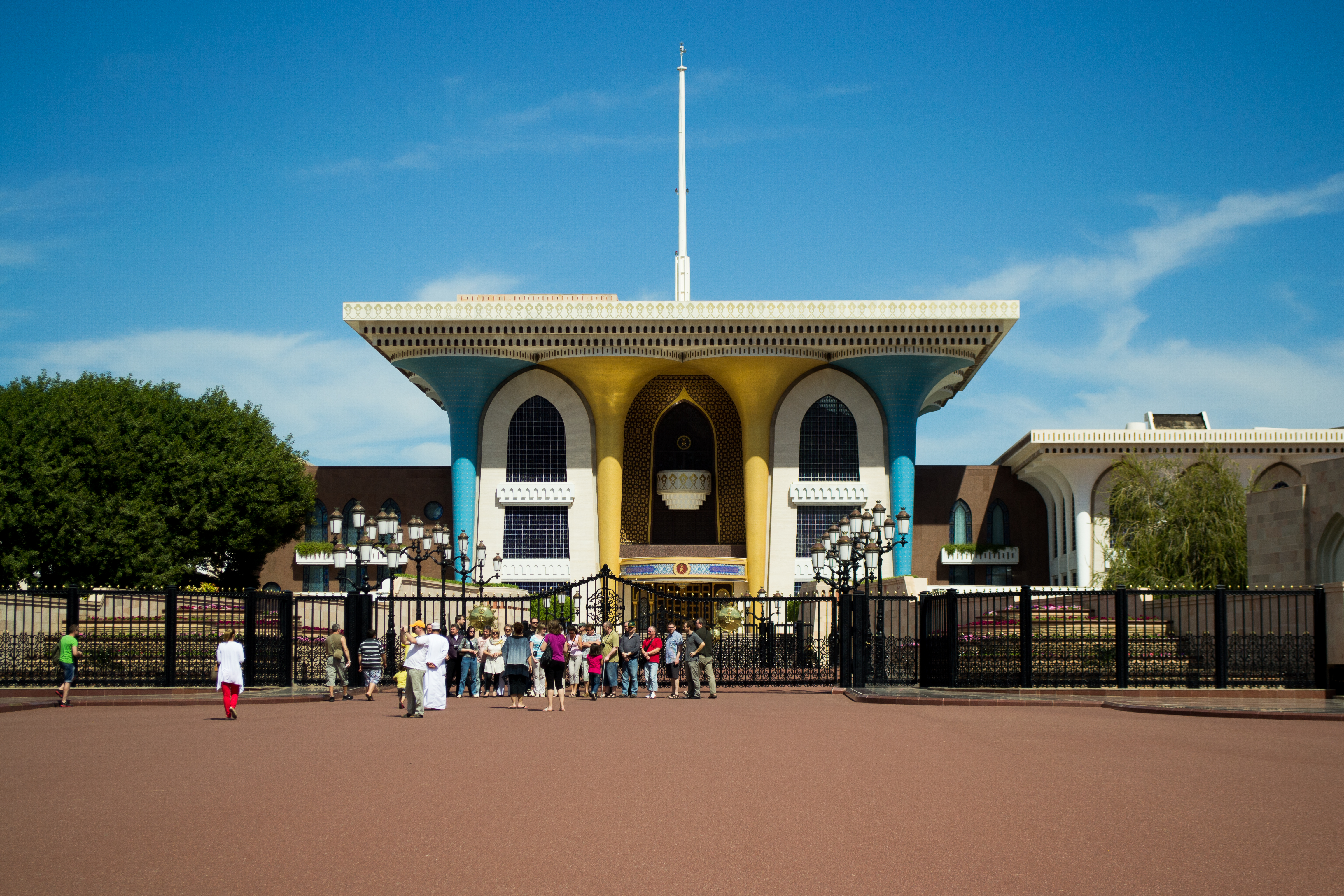
Palác al-Alam za denního světla